# Amelie von Strussenfelt
Constantina Carolina Amalia "Amelie" von Strussenfelt, född 16 maj 1803 på Arrie, Vellinge socken, död 24 februari 1847 i Motala, var en svensk författare och målare.

## Biografi
Amelie von Strussenfelt var dotter till kammarherren Michael von Strussenfelt och Fredrika Beata Lindencrona samt syster till Adolf Ludvig von Strussenfelt. Hon uppfostrades hos morfadern på Hovgården utanför Vadstena och undervisades av sin brors franske informator som bara kunde tala franska. Hon ska ha skrivit sin första dikt vid sju års ålder. Strussenfelt försörjde sig liksom systern Ulla von Strussenfelt på privatundervisning, var guvernant i Skåne 1831–1845 och från 1845 lärare i Motala.
Från 1828 publicerade hon dikter i Fredrik Boijes Magasin för konst, nyheter och moder. Strussenfelt skrev romaner inspirerad av den franska romanstilen. Hon utgav bland annat "Constance Soligny", som "en Stockholmstidning ganska fördelaktigt recenserad af kapten A. Lindeberg", samt "Alarik eller Vikingarne", "Hilma", "Sigfrid Thuresson Ryning", "Andelunden", med flera, även ett häfte "Dikter". Med sin roman "Qvinnan utan förmyndare" (1–2, 1841) som ingick i Thomsons Kabinetsbibliothek, deltog hon i den pågående debatten om kvinnans omyndighet. Hon publicerade sig anonymt eller under pseudonym och det dröjde länge innan hennes identitet blev känd. Hon var även känd som en duktig amatörkonstnär. Strussenfelt är representerad vid bland annat Kalmar konstmuseum och Kalmar läns museum.

## Verk
- Constance Soligny, eller Kärlek och försakelse : swenskt original. 1-2 / af fröken. Stockholm. 1829. Libris 2416761
- Georg och Maria : swenskt original / af fröken R. Stockholm. 1829. Libris 2416764
- Alarik, eller vikingarne : svenskt original / af fröken R***. Samlade skrifter ; 2. Stockholm: Öberg. 1830. Libris 1802305
- Flygtingarna från Vadstena, eller Bannlysningen. Stockholm: Öberg. 1830. Libris 1802307
- Henrik och Hilma, eller återseendet : svenskt original. Samlade skrifter ; 2. Stockholm: Öberg. 1830. Libris 1802302
- Sigfrid Thuresson Ryning : romantisk berättelse från 15:de århundradet : svenskt original. 1. Stockholm: Öberg. 1831. Libris 8424463
- Sigfrid Thuresson Ryning : romantisk berättelse från 15:de århundradet : svenskt original. 2. Stockholm: Öberg. 1831. Libris 8424478
- Ande-lunden vid Kassin : svenskt original / af fröken R***. Stockholm: Öberg. 1832. Libris 8420092
- Dikter af Fröken R***. Samlade skrifter ; 1. Stockholm: Öberg. 1832. Libris 2237232
- Amenaïde Sainville, eller det förhastade klosterlöftet : svenskt original. Stockholm: Elmén & Granberg. 1837. Libris 8420065
- Qvinnan utan förmyndare : svenskt original. Stockholm: Bonnier. 1841. Libris w9lbbqrdt7vlm88z. http://urn.kb.se/resolve?urn=urn:nbn:se:alvin:portal:record-350871
  -  (på danska) Kvinden uden Formynder. Kjøbenhavn. 1843. Libris 9897411
- Hildur : svenskt original. Stockholm: Wirsell. 1843. Libris 1978686